# La Cogullada (Terrassa)
La Cogullada és un barri de Terrassa, a la part sud-oriental del districte 4 o de Ponent, travessat pel torrent de Ca n'Aurell, avui aprofitat per fer-hi el transvasament de la riera del Palau. Té una superfície de 0,42 km² i una població de 5.570 habitants el 2021.
Està limitat al nord i a l'oest per la carretera de Martorell (C-243c), a l'est per la Rambleta del Pare Alegre (on s'inicia l'autopista C-58 a Barcelona) i al sud per l'autopista Barcelona-Manresa (C-16).
Depèn de la parròquia de la Sagrada Família de Ca n'Aurell, si bé hi ha un centre de culte al carrer de Mossèn Moncau. La festa major és la segona setmana de juliol.

## Història
El barri està configurat per dues zones, a banda i banda del torrent. La més septentrional es va crear a redós del convent de les Germanes Josefines i popularment es coneixia com el barri de la Piscina, de sempre vinculat molt estretament al barri de Ca n'Aurell, situat a la banda nord de la carretera de Martorell; precisament el mas de Ca n'Aurell es trobava en terres del que ara és la Cogullada, a la part nord d'aquest barri.
La zona meridional, per sota del torrent de Ca n'Aurell, és la Cogullada genuïna, i d'aquí prové el nom del barri, derivat de la font de la Cogullada, situada per sota de Vista Alegre.

## Llocs d'interès
- El convent de les Germanes Josefines o Casa del Malalt.[3] Edifici hospitalari religiós inaugurat el 1901 segons un projecte de l'arquitecte Lluís Muncunill i Parellada, finançat per subscripció pública i per les donacions de l'industrial Alfons Sala i Argemí, és un edifici de maó vist, amb una església construïda el 1907, any en què Muncunill va començar a utilitzar l'arc parabòlic que popularitzaria a la masia Freixa de Ca n'Aurell. Està situat al carrer del Concili Egarenc, 4.
- El parc de la Cogullada, situat entre el carrer de Costa Rica, la carretera de Martorell i l'autopista de Manresa. Té una superfície de 36.400 m², compta amb uns 500 arbres de 15 espècies diferents i disposa d'àrees per al passeig i jocs infantils.[4]